# Uways al-Qarni

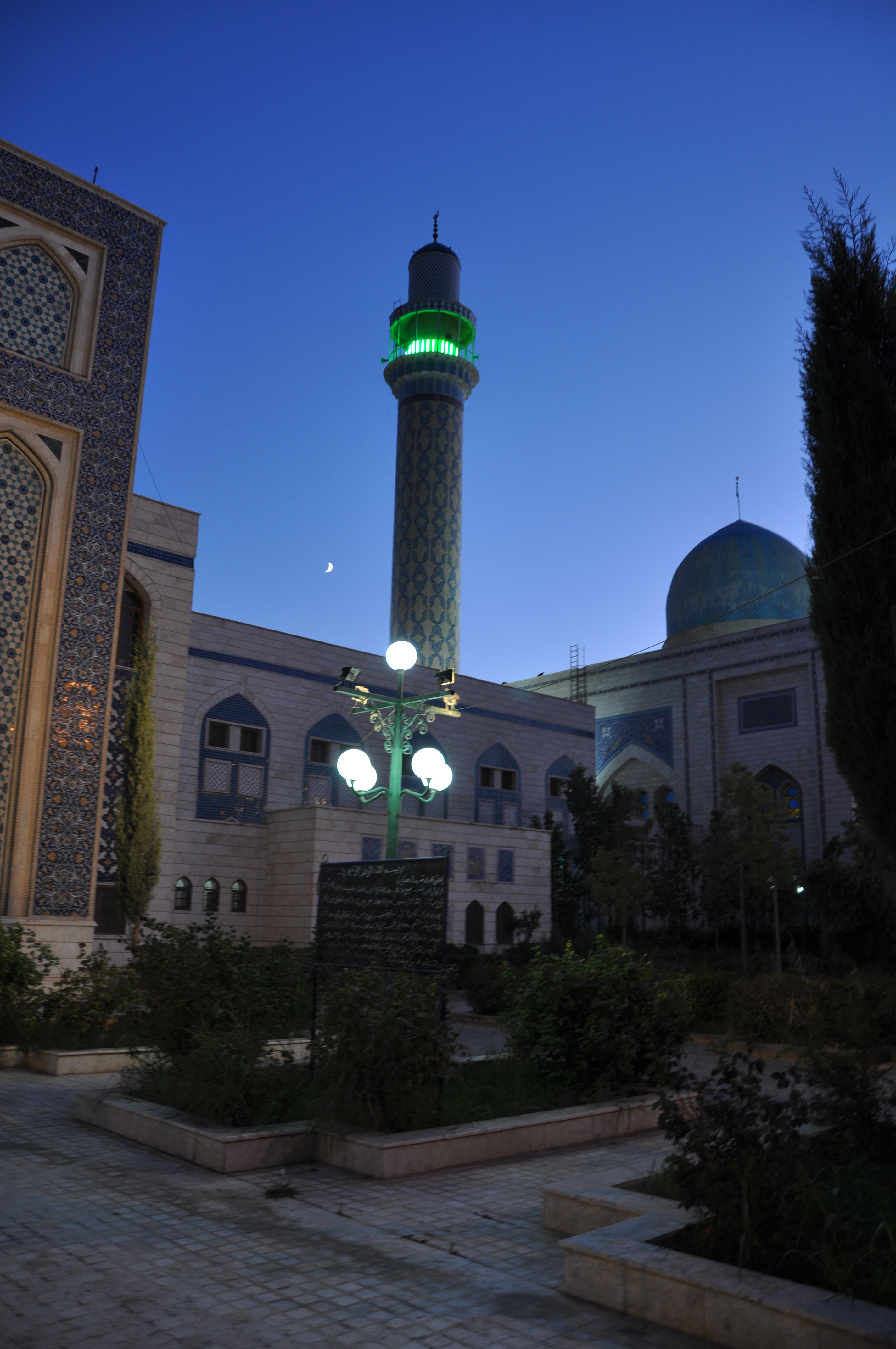
Uways al-Qarnis moské i ar-Raqqa, Syrien år 2009.

Uways al-Qarni (arabiska: أُوَيْسْ القَرْني), även känd som Abu Umar, levde under 600-talet och var en muslimsk mystiker, martyr, filosof och tabi'i från Jemen. Han konverterade till islam under den islamiske profeten Muhammeds livstid, men träffade aldrig profeten. Uways reste en gång från Jemen för att träffa profeten i Medina, men profeten var inte hemma då och Uways var sedan tvungen att återvända hem då han lovat sin mor att göra det om profeten inte var hemma. Han anses ha varit en lojal följeslagare till den fjärde kalifen och förste shiaimamen Ali ibn Abi Talib, som han försvarade tills han blev martyr i Slaget vid Siffin.
Det finns en rapport gällande att Uways skulle ha krossat sina tänder av sorg då han hörde att profeten hade fått en tand skadad i Slaget vid Uhud. Men rapportens källa och innehåll anses inte vara tillförlitliga.
Uways al-Qarnis minneshelgedom i ar-Raqqa i Syrien förstördes av ISIS år 2013.